# 1860年牛津大学进化论主题辩论
1860年牛津大学进化论主题辩论（英語：1860 Oxford evolution debate）是当年6月30日，即达尔文出版《物种起源》7个月后，在英国牛津大学自然史博物馆举办的辩论。多位英国杰出科学家和哲学家参与，如托马斯·亨利·赫胥黎、塞缪尔·韦伯佛斯、本杰明·柯林斯·布罗迪、约瑟夫·道尔顿·胡克和罗伯特·菲茨罗伊。这次对决又被称为赫胥黎-韦伯佛斯辩论。这次辩论并非正式活动，而是在美国纽约大学约翰·威廉·杜雷伯做完报告后就与达尔文理论相关的欧洲学术发展所做的讨论，是不列颠科学协会年会的一部分。此次辩论没有留下会议记录，后世多数认为支持进化论的观点赢得此次辩论并从此开始成为学界主流。